# فرضية الدوبامين الخاصة بالفصام
فرضية الدوبامين الخاصة بالفصام أو فرضية الدوبامن الخاصة بالذهان هي نموذج يعزو أعراض الفصام (مثل الذهان) إلى توصيلٍ مضطربٍ ومفرط النشاط لإشاراتٍ دوبامينية الفعل. استمد النموذج دلائله من الملاحظة التي تشير إلى أن عددا كبيرا من مضادات الذهان تملك تأثيرات مناهضة لمستقبل الدوبامين. مع ذلك، لا تعتبر الفرضية الوفرة المفرطة للدوبامين تفسيرا كاملا للفصام، وبدل ذلك تعتبر النشاط المفرط لمستقبلات الدوبامين د2 -بشكل خاص- أحد تأثيرات اضطراب التنظيم الكيميائي المشبكي العام الملاحظ في هذا المرض.

## مقدمة
اقترح بعض الباحثين أن نظام الدوبامين في المسار الوسطي الطرفي يمكن أن يساهم في «الأعراض الإيجابية» للفصام  في حين أن مشاكلا في وظيفة المسار الوسطي القشري قد تكون مسؤولة عن «الأعراض السلبية» مثل انعدام الإرادة وعسر النطق. التعبير المضطرب عن المستقبل د2 وتوزيعه بين هذه المناطق وبقية الدماغ قد يساهم في الفصام كذلك، خاصة في المرحلة الحادة منه. الوجود النسبي لهذه المستقبلات داخل الجهاز الطرفي يعني أن لمنطقة بروكا -التي يمكنها إنتاج لغة غير منطقية- ارتباط غير طبيعي مع منطقة فيرنيك التي تفهم اللغة لكن لا تنتجها. لوحظت اختلافات في توزيع هذه المستقبلات بين الأفراد، لذلك فإن شذوذا في خصائص هذا التوزيع على الأرجح يلعب دورا معتبرا في جميع أمراض الذهان. تنتج التغيرات بين الأفراد بواسطة اختلافات داخل المسارات جلوتامينية الفعل في الجهاز الطرفي، والتي تساهم كذلك في متلازمات ذهانية أخرى. من بين التغيرات في البنية المشبكية والبنية العامة، أكثر التغييرات التي تتم ملاحظتها تكون في الحزمة الشصية  وفي القشرة الحزامية. تشكل توليفة هاذين التغييرين عدم تناسق عميق في التأشير التثبيطي أمام الجبهي، مُحوَّلٍ بشكل إيجابي نحو الجانب السائد. في النهاية، يصبح التلفيف الحزامي ضامرا نحو الداخل بسبب الاكتئاب طويل المدى (LTD) والتأييد طويل الأمد (LTP) من الإشارات غير الطبيعية القوية عبر الدماغ. يحول هذا -إلى جانب قصور نسبي في المدخلات غاباوية الفعل إلى منطقة فيرنيك- توازن الاتصال ثنائي الجانب خلفيا عبر الجسم الثفني. عبر هذه الآلية يصبح اتصال نصف الكرة متحولا بدرجة كبيرة نحو الجزء الخلفي اليساري/السائد. على هذا النحو، يمكن للغة عفوية من منطقة بروكا أن تنتقل عبر الجهاز الطرفي إلى القشرة السمعية الثالثية. هذا التأشير الرجعي إلى الفص الصدغي الذي ينتج عنه عدم تعرف الفصوص الجدارية عليه كتأشير داخلي تنتج عنه الهلوسة السمعية النموذجية في مرض الفصام المزمن.